# Cicho (singolo)
Cicho è il primo singolo della cantante pop rock ceca Ewa Farna estratto dal suo quarto album di studio omonimo.

## Classifiche
| Classifica (2009)      | Posizione massima |
| ---------------------- | ----------------- |
| Polish Singles Chart   | 14                |
| European Singles Chart | 111               |